# Riftia pachyptila
Riftia pachyptila Jones, 1981 é uma espécie de poliquetas pertencente ao género Riftia da família Siboglinidae, e são parentes dos poliquetas de tubo, encontrados nas zonas de maré e costeiras dos litorais de todo o mundo.

## Descrição
Os poliquetas da espécie Riftia pachyptila vivem nas zonas abissais dos oceanos, fixos em afloramentos rochosos das chaminés das fontes hidrotermais de profundidade das regiões abissais de todos os oceanos.
Estes poliquetas são considerados extremófilos, pois além de suportarem a enorme pressão hidrostática resultante da profundidade, ocorrem em habitats caracterizados pela existência de altas concentrações de sulfeto de hidrogénio, um composto extremamente tóxico para a grande maioria das formas de vida. 
Os exemplares adultos de R. pachyptila podem atingir cerca de três metros de comprimento e quatro centímetros de diâmetro.

## Galeria

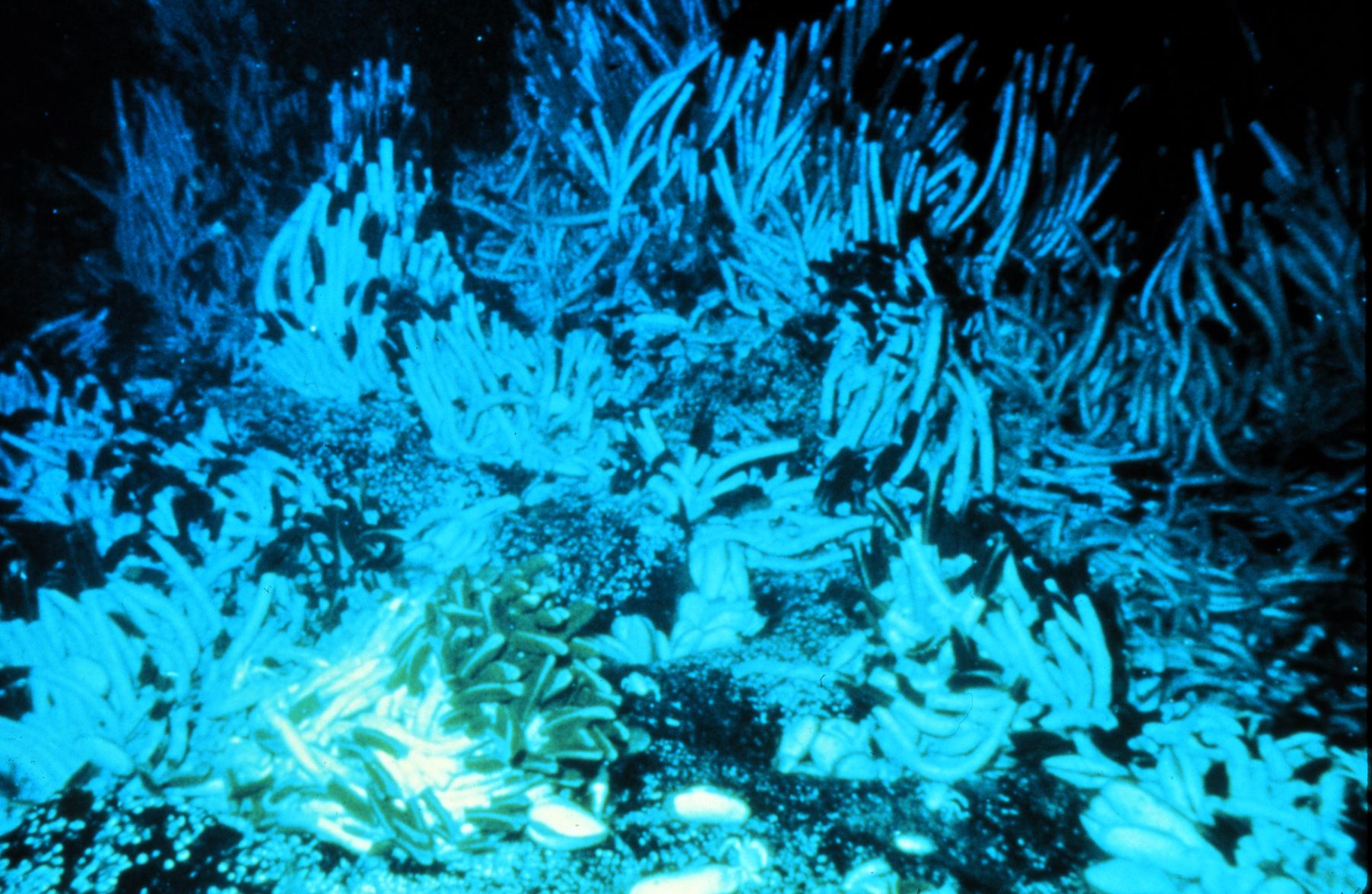
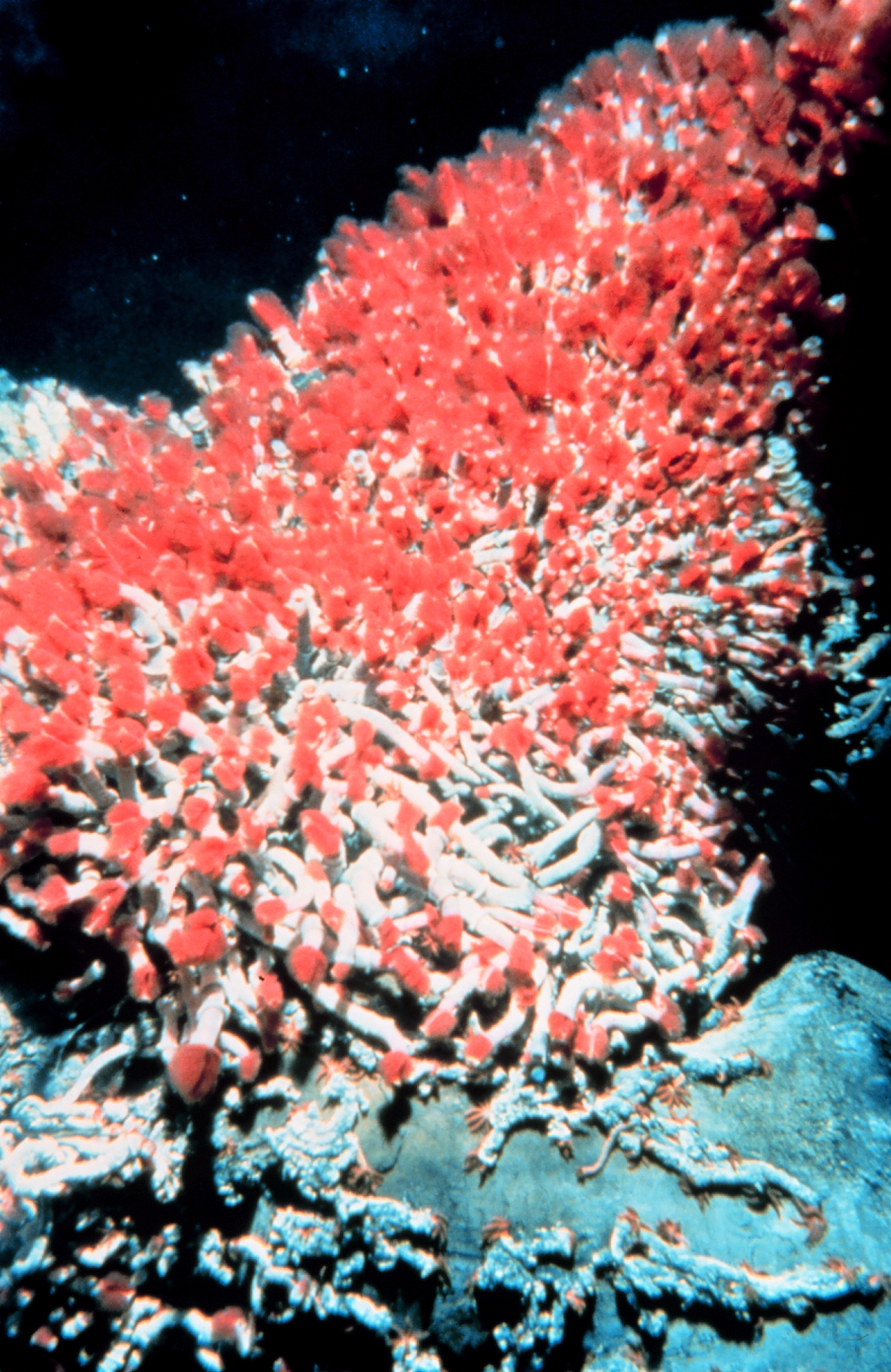